# Kirill Wsewolodowitsch Nemoljajew

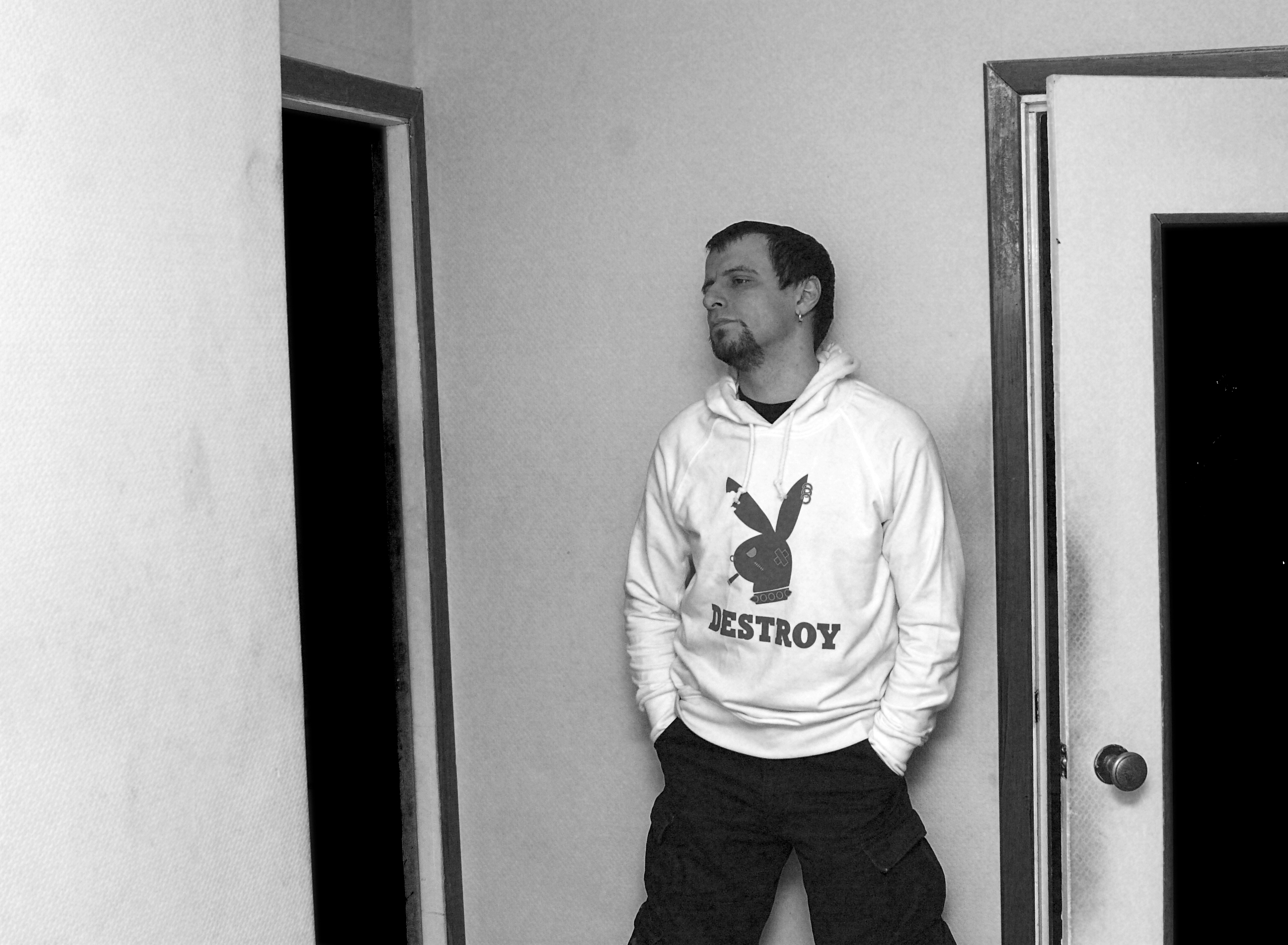
Kirill Nemoljajew 2005

Kirill Wsewolodowitsch Nemoljajew (russ. Кирилл Всеволодович Немоляев) (* 18. Mai 1969 in Moskau, UdSSR) ist ein russischer Balletttänzer, Schauspieler, Radio- und Fernsehmoderator, Sänger und Musikproduzent.
Kirill Nemoljajew besuchte ab 1982 die Moskauer Choreografische Fachschule; nach deren Abschluss wurde er in Balletttruppe des Bolschoi-Theaters aufgenommen. Im Jahr 1987 gründete er zusammen mit Balletttänzern anderer Theater das Ensemble Damoklow Metsch, wo er Bass spielt und Texte und Musik schreibt.
Mit Hilfe eines Theaterkollegen, der auch Moderator bei Radio SNC war, wurde er  im Jahr 1991 nebenberuflicher Moderator bei diesem Sender. Seine bekannteste Sendung  war Nerschawejka. Auch versuchte er sich als Produzent der jungen Band Trisna.
Ab dem Jahr 1993 wurde Nerschawejka unter dem Namen Nerschawejetschka auf Kanal 5 des russischen Fernsehens gesendet. Im selben Jahr begründete er zusammen mit Musikern aus der Band Trisna das Grindcoreprojekt Kardannyj Wal (deutsch: Kardanwelle), mit dem er  1994 das Kassettenalbum Wse w Ssad! herausgibt. Danach ändert die Band ihren Namen zuerst auf Nemoljajew & Gucklenhoff und dann auf Boney NEM. Gleichzeitig ändert sich das musikalische Konzept der Gruppe. 
1995 wurde das erste Studioalbum von Boney NEM Melodii i Ritmy Sarubeschnoj Estrady. Vypusk 1 bei der Firma Polygram Russia herausgegeben. Kirill lernte den Regisseur Fjodor Tornstensen kennen und nahm das Musikvideo Babje Leto auf.
Im Jahr 1996 erschien das zweite Album von Boney NEM. Clippen Kaskadjory und I Just Called To Say I Love You wurden aufgenommen. In diesem Jahr löste sich Boney NEM auf.
1997 erschien das von Nemoljajew mitverfasste „Lehrbuch“ Isterija SSSR (deutsch: Hysterie der UdSSR). Das Buch stellt die Geschichte der UdSSR teilweise parodistisch dar.
Im Januar 1998 wurde Kirill wegen seiner langen Haartracht aus dem Theater entlassen. Er arbeitete als Komponist an dem  Ethno-Pop-Studioprojekt Molly. Diese Arbeit wurde unter dem Namen No one Will Know aufgenommen und herausgegeben.
In Zusammenarbeit mit Alexander Gudwin und der Band Koma erfolgte eine Wiederbelebung von Boney NEM. Daneben arbeitet Kirill Nemoljajew als Moderor bei MTV in den Sendungen Schit Parad und Utrennij Kapris.

Er heiratete Anna Korssetowa.
Im nachfolgenden Jahr gibt Boney NEM intensiv Konzerte, inzwischen auch in Ungarn auf Festival Pepsi Siget mit Guano Apes. Der Clip W mire Schiwotnych wird aufgenommen. Darüber hinaus arbeitet Kirill als Sänger im Folk-Ensemble Belyj Den und nahm Poppuri. Melodii i Ritmy Sarubeschnoj Estrady. Vypusk 3 auf, sowohl als Coverversion von Unbreak my Heart (Toni Braxton). Dazu erschien eine Videokassette Schisn v Iskusstve. Tschast' 1 -Telewidiije i Radio.
Im selben Jahr ließ er sich scheiden.
Im Jahr 2000 erfolgte die Herausgabe des neuen Albums von Boney NEM Ni Be, Ni Me ili v Mire Schiwotnych. Fjodor Torstensen führte wieder Regie in neuen Clips von Boney NEM. Das sind Platschet dewuschka s awtomatom, Jamaica, Jabloki na snegu. Mit Alexej Dronow war er an der Wiederbelebung des Projekts Walkirija beteiligt.
Im Jahr 2001 nahm Nemoljajew 4 Alben auf:
- Studioalbum The Very Best of Greatest Hits
- Livealbum w Wolgde-gde mit Boney NEM
- Soloalbum Komitscheskije Kuplety
- Mischung aus Industrial Metal und Progressive Metal Dumat' o tebe mit Walkirija

Weiters erfolgte die Herausgabe des VHS «Boney NEM. Greatest Best Video».
Auf Otkrytoje Radio wurde wöchentlich analytischer extremer Retroalmanach Dym pod Wodoj gesendet.
2002 veröffentlichte er das Soloalbum Dlja was, Schenschtschiny. Kirill arbeitete skrupulös am ersten russischsprachigen Album von Boney NEM Den' Pobedy. Boney NEM bekam eine neue Studiobesetzung. Es begann die Zusammenarbeit mit Wladislaw Tarassow beim Projekt Beschenyje Babki.